# Coreocarpus
Coreocarpus es un género de plantas fanerógamas perteneciente a la familia de las asteráceas. Comprende 17 especies descritas y solo 6 aceptadas.

## Taxonomía
El género fue descrito por George Bentham y publicado en The Botany of the Voyage of H.M.S. Sulphur 28, pl. 16. 1844. La especie tipo es Coreocarpus parthenioides Benth.

## Especies aceptadas
A continuación se brinda un listado de las especies del género Coreocarpus aceptadas hasta junio de 2012, ordenadas alfabéticamente. Para cada una se indica el nombre binomial seguido del autor, abreviado según las convenciones y usos.
- Coreocarpus arizonicus (A.Gray) S.F.Blake
- Coreocarpus congregatus (S.F.Blake) E.B.Sm.
- Coreocarpus dissectus (Benth.) S.F.Blake
- Coreocarpus insularis (Brandegee) E.B.Sm.
- Coreocarpus parthenioides Benth.
- Coreocarpus sonoranus Sherff